# Black Midi
Black Midi (стил. под строчные буквы) — английская рок-группа из Лондона, образованная в 2017 году. Состояла из Джорди Грипа (вокал, гитара), Кэмерона Пиктона (вокал, бас, синтезатор) и Моргана Симпсона (ударные). С 2020 года к трио часто присоединяются Сет Эванс (клавишные, синтезатор) и Кайди Акинниби (саксофон) как на студийных, так и на живых выступлениях. Название группы происходит от японского жанра электронной музыки блэк-миди, хотя их собственная музыка не имеет к нему отношения, сочетая в себе такие стили, как мат-рок, прог-рок, пост-панк и авангардный джаз.
Группа начинала на лейбле продюсера Дэна Кэри Speedy Wunderground, на котором они выпустили свой дебютный сингл «bmbmbm» в 2018 году. 21 июня 2019 года они выпустили свой дебютный студийный альбом Schlagenheim, спродюсированный Кэри, на лейбле Rough Trade Records. Он получил признание критиков, вошёл в топ-50 чарта UK Albums Chart и был номинирован на Mercury Prize 2019 года. Альбом-антология, включающий несколько записанных джемов и спокен-ворд-треков, The Black Midi Anthology Vol. 1: Tales of Suspense and Revenge, был выпущен 5 июня 2020 года эксклюзивно на Bandcamp. Второй студийный альбом группы, Cavalcade, был выпущен 26 мая 2021 года. Третий студийный альбом, Hellfire, был выпущен 15 июля 2022 года.
В 2024 году группа распалась.

## История

### Основание и первые синглы (2015—2019)
До создания группы Джорди Грип проводил отдельные джем-сейшны с Мэттом Квасневским-Келвином и Морганом Симпсоном, которые (наряду с Кэмероном Пиктоном) посещали BRIT School. Симпсон был опытным барабанщиком и в 2014 году получил награду «Молодой барабанщик года». В 2016 году Грип и Квасневский-Келвин пригласили Симпсона создать группу, в которой Грип и Келвин играли на гитаре и вокале, а Симпсон — на ударных. Позже к группе присоединился Пиктон на бас-гитаре, чтобы дополнить состав. Группа отыграла свой первый концерт в брикстонском клубе The Windmill 12 июня 2017 года на разогреве у Leg Puppy, и позже стала регулярно выступать в этом заведении.
8 июня 2018 года группа выпустила свой дебютный сингл под названием «bmbmbm», выпущенный на лейбле Speedy Wunderground. 26 сентября 2018 года была выпущена кассета с фрагментами выступления с Дамо Судзуки, состоявшееся 5 мая 2018 года в The Windmill. 9 ноября 2018 года Black Midi исполнили пять песен из своего тогда ещё не названного предстоящего альбома в Kex Hostel в Рейкьявике, Исландия, во время музыкального фестиваля Iceland Airwaves. Эксцентричное выступление, записанное для сиэтлской радиостанции KEXP, было высоко оценено в сети и стало популярным на YouTube, открыв группу слушателям по всему миру. Группа представила песню «Ice Cream» с вокалом Джерскина Фендрикса для сборника Brixton Hillbilly, выпущенного 7 декабря 2018 года. 23 января 2019 года группа выпустила свой второй сингл, «Speedway». Была выпущена 12-дюймовая виниловая пластинка с ремиксами от Proc Fiskal, Kwake Bass и Blanck Mass.

### Schlagenheimи другие проекты (2019—2020)

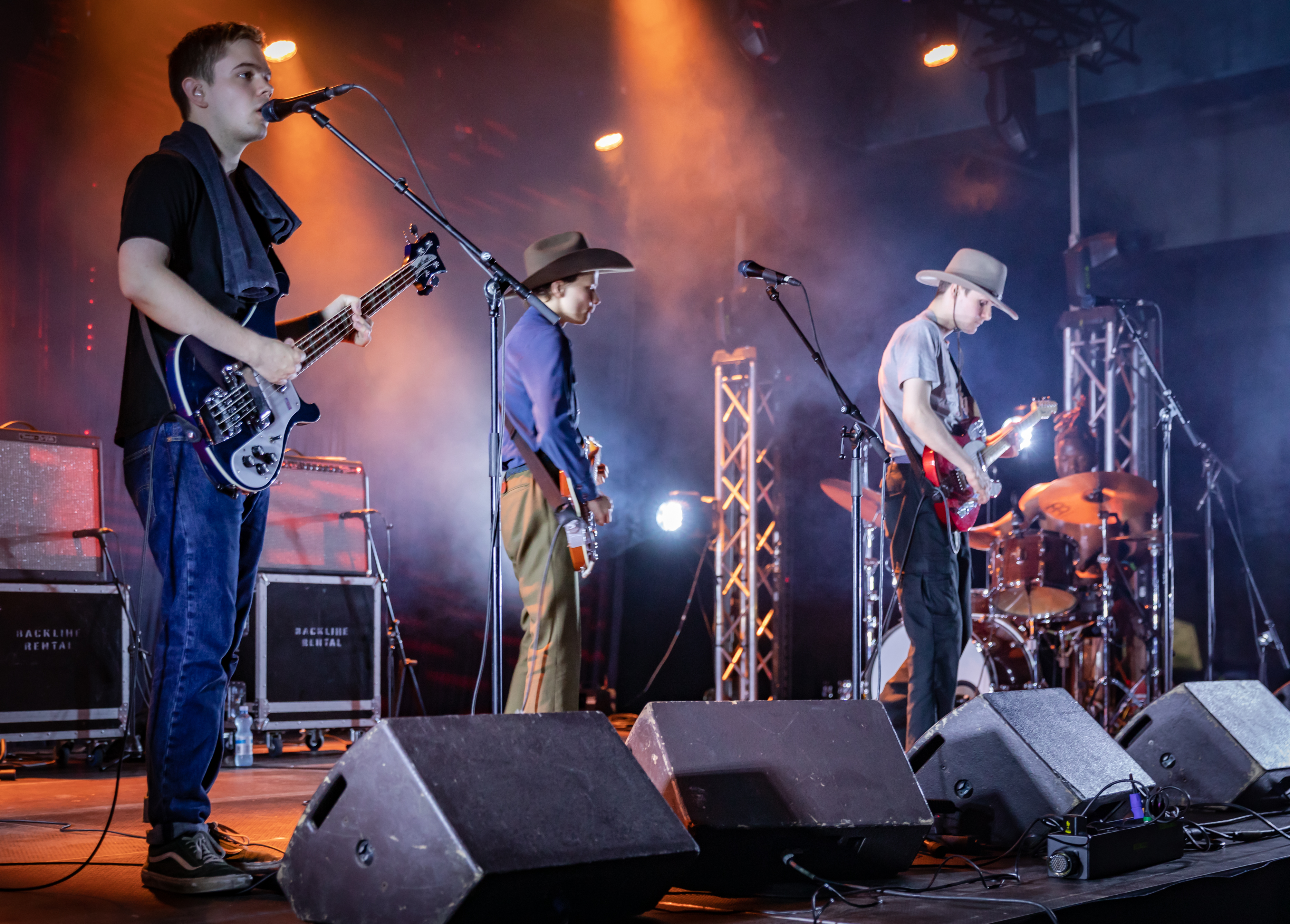
Black Midi на фестивале Sideways 2019, Хельсинки, Финляндия

В январе 2019 года группа объявила о подписании контракта с Rough Trade Records. Группа выпустила два сингла в марте и апреле 2019 года, «Crows Perch» и «Talking Heads» соответственно. 14 мая группа анонсировала свой дебютный альбом под названием Schlagenheim, который вышел 21 июня 2019 года. Альбом был записан в 2018 году с продюсером Дэном Кэри, который был впечатлён группой на одном из ранних концертов. Вместо того чтобы просто воссоздать своё живое шоу, они решили дополнить звучание фортепиано, аккордеоном, синтезаторами, банджо и драм-машинами. «Идея заключалась в том, чтобы сделать то, что невозможно исполнить вживую», — объяснил фронтмен Грип. «Если альбом и концерт — одно и то же, это немного грустно». Большая часть альбома была записана всего за пять дней. На сайте Metacritic Schlagenheim получил 82 балла на основе 20 рецензий. Позднее альбом был номинирован на Mercury Prize 2019.
7 марта 2020 года группа выступила вживую на фестивале BBC Radio 6 Music в Камдене. В июне 2020 года группа выпустила джем- и спокен-ворд-альбом на Bandcamp под названием The Black Midi Anthology Vol. 1: Tales of Suspense and Revenge, состоящий из четырёх рассказов, прочитанных участниками группы на инструментальных джемах, а также трёх инструментальных миксов, взятых в основном из тех же записей, что и разговорные треки. 16 июня 2020 года группа начала вести ежемесячное радиошоу под названием The Black Midi Variety Hour на NTS Radio. На данный момент выпущено семь эпизодов. 10 декабря 2020 года группа выступила на благотворительном концерте для The Windmill с группой Black Country, New Road под общим псевдонимом Black Midi. Концерт транслировался с Bandcamp-страницы The Windmill, входной билет стоил £5.

### Отпуск Квасневского-Келвина,CavalcadeиHellfire(2021—2024)
15 января 2021 года Black Midi объявили в социальных сетях, что их гитарист Мэтт Квасневски-Келвин взял отпуск из-за проблем с психическим здоровьем и что он не примет участие в предстоящем материале группы. 23 марта 2021 года группа анонсировала второй студийный альбом Cavalcade, который был выпущен 26 мая 2021 года. В день анонса они также выпустили главный сингл альбома, «John L», в сопровождении неальбомного трека «Despair». Квасневский-Келвин появляется в альбоме только в качестве композитора пары треков; в процессе записи он не участвовал. Концертные участники группы Акинниби и Эванс принимали участие в сессиях записи альбома. Второй сингл, «Slow», был выпущен 28 апреля и сопровождался вторым выступлением на KEXP, опубликованным в тот же день. В этом выступлении участвуют Эванс и Акинниби, а также небольшая духовая секция.
Группа гастролировала по Европе и США в течение 2021 и 2022 годов. Black Midi также выступали на концертах в роли собственного альтер-эго под псевдонимом «Orange Tree Boys», представляясь фанк-блюзовой группой из Лас-Вегаса. 22 марта 2022 года группа выпустила EP Cavalcovers, сборник кавер-версий песен King Crimson, Тейлор Свифт и Captain Beefheart, первоначально выпущенных в качестве бонус-треков к альбому Cavalcade.
9 мая 2022 года вышел сингл «Welcome to Hell» с их третьего студийного альбома Hellfire. 15 июня 2022 года они выпустили второй сингл из альбома «Eat Men Eat». 12 июля был выпущен третий сингл «Sugar/Tzu». Hellfire был выпущен 15 июля 2022 года.
Осенью 2022 года Black Midi объявили о начале тура по США «Back in Black Tour» при поддержке Black Country, New Road.
Летом 2024 года группа распалась. В октябре того же года Джорди Грип выпустил сольный альбом The New Sound.

## Состав

### Текущий состав
- Джорди Грип — вокал, гитара, бас (2017—2024)
- Кэмерон Пиктон — вокал, бас, синтезатор, семплы, гитара (2017—2024)
- Морган Симпсон — ударные (2017—2024)

### Бывшие участники
- Мэтт Квасневский-Келвин — гитара, вокал (2017—2020)

### Концертные и сессионные участники
- Сэт Эванс — клавишные, синтезатор (2020—2024)
- Кайди Акинниби — саксофон (2020—2022)

## Дискография

### Студийные альбомы
- Schlagenheim (2019)
- Cavalcade (2021)
- Hellfire (2022)

### Компиляции
- The Black Midi Anthology Vol. 1: Tales of Suspense and Revenge[англ.] (2020)
- Covercade (2021)

### Мини-альбомы
- BM Xmas Covers (2020)
- Cavalcovers (2022)

## Награды и номинации
| Год  | Награда               | Категория                         | Работа            | Результат | Прим.  |
| ---- | --------------------- | --------------------------------- | ----------------- | --------- | ------ |
| 2021 | Mercury Prize         | Альбом года                       | Schlagenheim      | Номинация | [ 40 ] |
| 2022 | UK Music Video Awards | Лучшее видео в жанре альтернатива | «Sugar/Tzu»       | Номинация | [ 41 ] |
| 2022 | UK Music Video Awards | Лучшее видео в жанре альтернатива | «Eat Men Eat»     | Номинация | [ 41 ] |
| 2022 | UK Music Video Awards | Лучший монтаж                     | «Eat Men Eat»     | Номинация | [ 41 ] |
| 2022 | UK Music Video Awards | Лучший монтаж                     | «Sugar/Tzu»       | Номинация | [ 41 ] |
| 2022 | UK Music Video Awards | Лучшая съёмка                     | «Sugar/Tzu»       | Победа    | [ 41 ] |
| 2022 | UK Music Video Awards | Лучшая анимация                   | «Welcome to Hell» | Номинация | [ 41 ] |